# Belaas
Bellas est une commune de la wilaya de Aïn Defla en Algérie.